# مسجد السادات المالكية
زاوية السادات المالكية ، هو أحد المساجد التي انشئت في عصر الدولة الايوبية في مصر ، تقع بقرافة السيدة نفيسة ، نشئت هذه الزاوية في نهاية القرن الثاني الهجري حيث كانت مجتمع تلاميذ مالك وأصحابه وناشرى علمه ومذهبه بمصر، فلما انقضى أجلهم دفنوا بها. ثم جددها الشيخ يحيى الشاوى، وأعاد بناءها بعد ذلك سنة 1181 م .

## وصفه
تتكون من مستطيل كثير الامتداد إذ يبلغ طوله 60 متراً وعرضه 12 مترا، يحيط بها سور مرتفع مبنى من الحجر المنحوت، وتعلوه شرفات جميلة ، وفي الضلع الغربي يوجد المدخل الرئيسى للزاوية ويتكون من عقد كبير مرتفع، ينتهى سمته بعقد آخر صغير يكوّن شكلا زخرفيا جميلا. ويلى هذا العقد داخل عنه بمقدار 75 وعلى جانبيه مكسلتان. ويؤدى هذا الباب إلى فناء الزاوية.
ويبلغ مساحة الفناء نصف مساحة الزاوية تقريبا. إذ يبلغ طوله 30.5 مترا في 10.5 مترا عرضا. ونصف الفناء مكشوف، والآخر مغطى حيث يشغل جانبيه أحواض ودورات للمياه خاصة بالوضوء. وفي الجانب الجنوبي من الفناء يوجد سلم خشبى يؤدى إلى غرف تشبه خلاوى الصوفية، ومن المرجح أنها أضيفت في القرن (19) م.

## وصلات خارجية
- آثار القاهرة الإسلامية نسخة محفوظة 31 مايو 2014 على موقع واي باك مشين.